# 斯特拉基诺奶酪

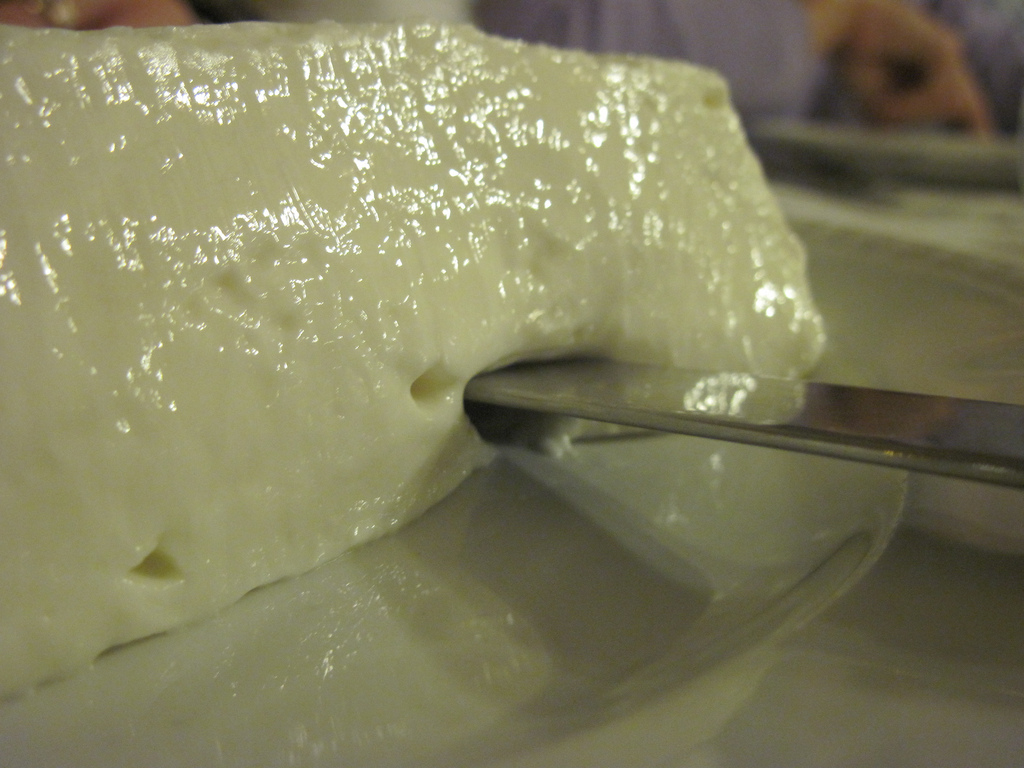
斯特拉基诺奶酪

斯特拉基诺奶酪（義大利語發音：[strakˈkiːno]），又称克雷申扎奶酪（義大利語：crescenza，義大利語發音：[kreʃˈʃɛntsa]），是意大利一種用牛奶製作的起司。斯特拉基诺奶酪的特色是質感非常柔軟綿滑，味道比較溫和，所以亦有譯作鮮軟奶酪。一般來說，斯特拉基诺奶酪都會製成方塊狀。
“斯特拉基诺”（stracchino）的名字源於意大利語的“stracca”，意思就是“疲累”。相傳當地人發現從疲累的乳牛擠出來的奶，脂肪含量更豐富，亦比較酸，因此他們每季都會把乳牛牽往阿爾卑斯山的上上下下各個奶場，好讓擠出來的奶能夠保持這種起司的傳統風味。
斯特拉基诺奶酪一般都會當作小食來吃，但在熱那亞東部、意大利里維埃拉的雷科及托斯卡納，會把它夾在麵包的中間來吃。